# Tony Earl
Pour les articles homonymes, voir Earl.
Antony Scully Earl dit Tony Earl, né le 12 avril 1936 à Lansing (Michigan) et mort le 23 février 2023 à Madison (Wisconsin), est un homme politique américain membre du Parti démocrate, qui fut notamment gouverneur du Wisconsin entre 1983 et 1987.

## Biographie
Diplômé de l'université d'État du Michigan en 1958 et de l'université de Chicago en 1961, Tony Earl a servi dans l'U.S. Navy. Il a été élu à l'Assemblée de l'État du Wisconsin en 1969, puis réélu en 1970 et 1972. Il est de formation juriste, spécialisé dans le droit environnemental.